# تاج مژه
تاج مژه (نام علمی: Dipterocome) نام یک سرده از تیره کاسنیان است.